# Prunus armeniaca

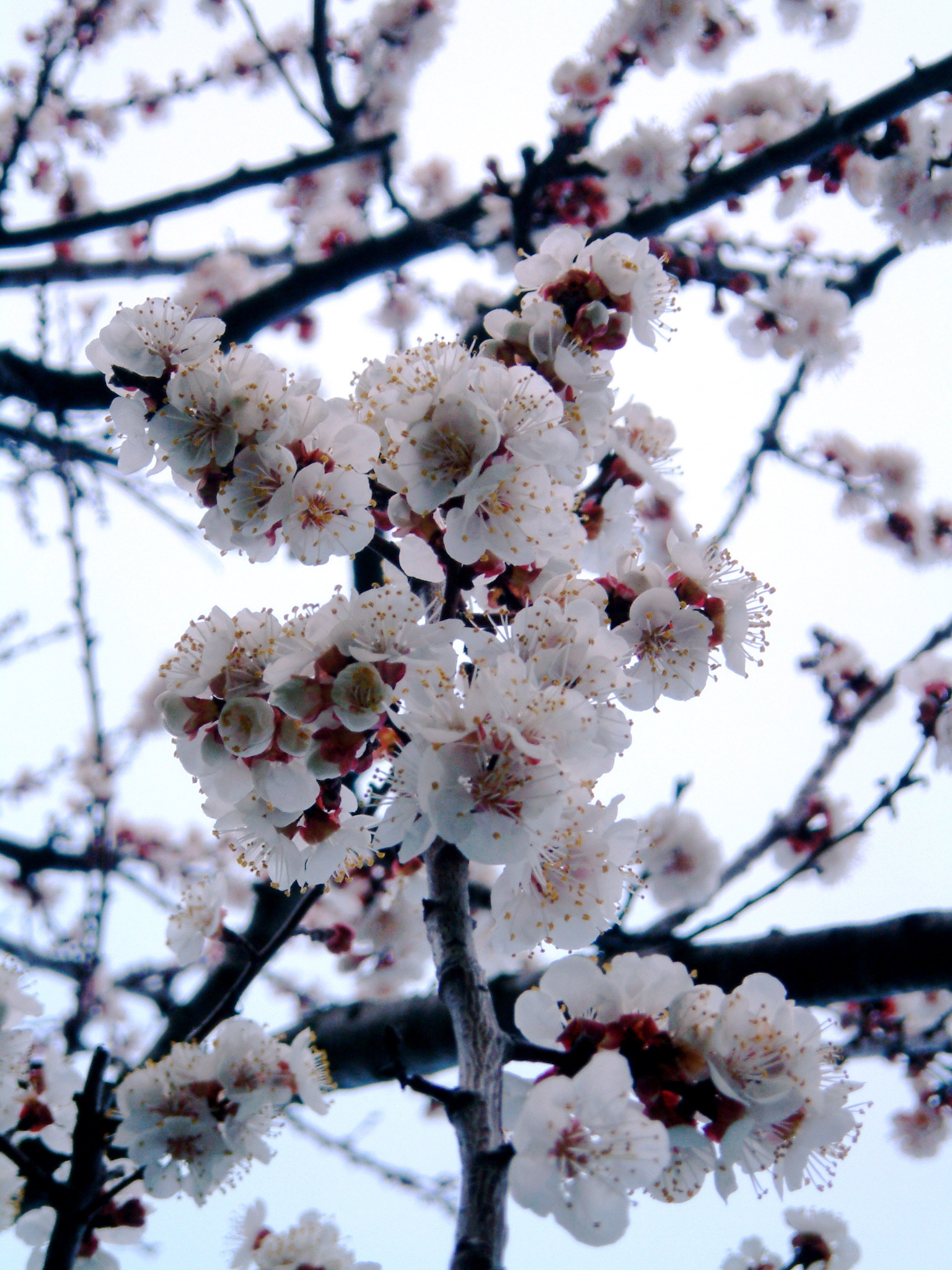
Prunus armeniaca en flor.

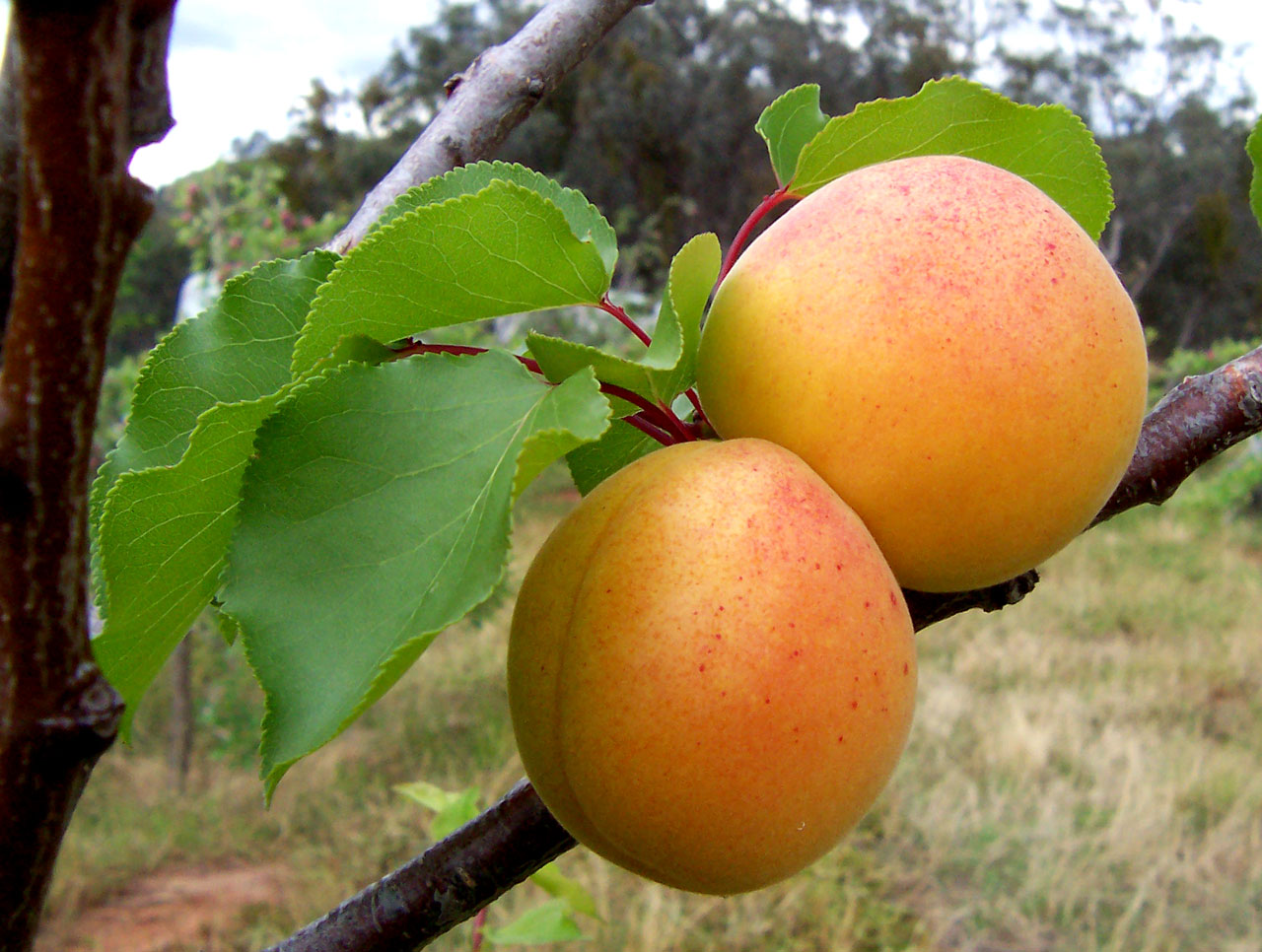
Damascos maduros.

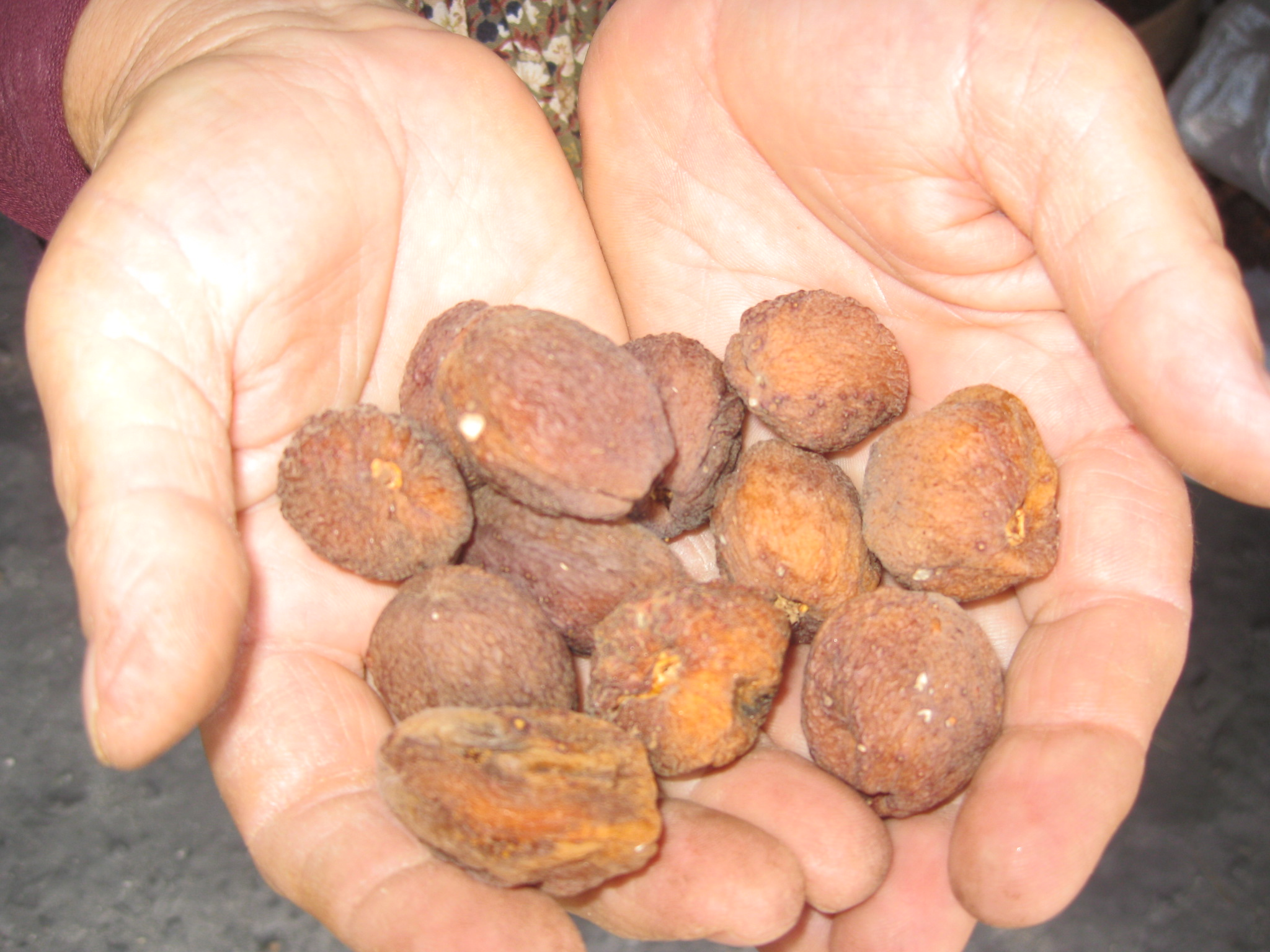
Damascos secos en un pueblo de Capadocia (Turquía).

Prunus armeniaca, llamado comúnmente  albaricoque, damasco, amasco, albergero o chabacano (en árabe: الْبَرْقُوق‎, romanizado: āl-barqūq «ciruela») es un árbol frutal originario de China (donde fue hallada la variedad originaria silvestre), Turquía, Irán, Armenia, Azerbaiyán y Siria.

## Descripción
Es un árbol de 3 a 6 metros de altura, caducifolio, inerme o algo espinoso, con las hojas, pecioladas y estipuladas que miden de 5 a 10 cm por 3.5 a 8 cm, y son ovadas, suborbiculares o cordiformes, acuminadas, de margen doblemente aserrado, de haz y envés glabrescentes, rojizas cuando jóvenes, con algunas glándulas en la base del limbo. Las flores son solitarias o en fascículos de 2-6, subsésiles, con receptáculo de 5 a 7 mm, acopado o tubular, de interior anaranjado y exterior purpúreo o amarillento. Los sépalos, de 5 a 7 mm, son reflejos, de obovados a oblongos, de margen denticulado y subciliado, obtusos, purpúreos, mientras los pétalos miden 10 a 15 mm y son obovados, blancos o de un rosa pálido. El ovario es pubescente y da un fruto de 3 a 6 cm, subgloboso o elipsoidal, aterciopelado, amarillento o anaranjado, con un surco longitudinal. El mesocarpio, comestible, es de sabor más o menos dulce y el endocarpo es comprimido, liso o ligeramente arrugado, aquillado, con dos aristas paralelas a la quilla, adherido al mesocarpo.
El fruto es muy parecido al melocotón o durazno, o las variedades de ciruela amarillas; pero no debe confundirse con aquellos.

## Historia
P. armeniaca es originario de Asia central, en la zona comprendida entre el mar Negro y el noroeste de China. Armenia tiene una gran tradición de su cultivo desde tiempos remotos dando lugar al nombre científico de la especie. En los países cercanos a Armenia se le suele llamar «manzana armenia».[cita requerida]
Se cree que los griegos lo introdujeron en Europa aproximadamente en el siglo V a. C.
Hacia el año 70 a. C., los romanos lo extendieron aún más.[cita requerida]

## Cultivo

### Producción
| Principales productores de albaricoques frescos -- 2018 en toneladas                           | Principales productores de albaricoques frescos -- 2018 en toneladas |
| ---------------------------------------------------------------------------------------------- | -------------------------------------------------------------------- |
| Turquía                                                                                        | 750.000                                                              |
| Uzbekistán                                                                                     | 493.842                                                              |
| Irán                                                                                           | 342.479                                                              |
| Argelia                                                                                        | 242.243                                                              |
| Italia                                                                                         | 229.020                                                              |
| España                                                                                         | 176.289                                                              |
| Pakistán                                                                                       | 128.382                                                              |
| Francia                                                                                        | 114.785                                                              |
| Japón                                                                                          | 112.400                                                              |
| Ucrania                                                                                        | 111.670                                                              |
| Fuente: ONU: La División de Estadística Archivado el 16 de febrero de 2016 en Wayback Machine. |                                                                      |

Turquía es el mayor productor mundial, seguido por Irán y Uzbekistán. Actualmente[¿cuándo?] Turquía produce el 85 % de la fruta deshidratada.[cita requerida]
En España, el cultivo de esta especie ocupaba en 2006 una extensión de 18 150 ha, siendo las principales provincias productoras Murcia (con 10 152 ha), Valencia (con 3496 ha) y Albacete (con 1915 ha). En Argentina, la mayor superficie cultivada con damascos se ubica en la provincia de Mendoza (aproximadamente el 81 %), seguida por la provincia de San Juan (11 %) y Buenos Aires (5 %), mientras que otras provincias representan el 3 % restante.

### Variedades cultivadas
Algunas de las principales variedades cultivadas en España son: 'bulida', 'canino', 'moniquí', 'nancy' y 'paviot'.[cita requerida]
Este árbol se suele cultivar en regadío aunque en España hay algo de producción de secano, donde evidentemente las producciones son menores y con más variación de un año a otro.[cita requerida]

### Propagación
Su propagación se suele realizar por injerto utilizando como portainjerto, pie de injerto o patrón, alguno de los siguientes:
1. Franco, es decir, albaricoquero. Es el portainjerto natural y, por lo tanto, el más conveniente, siempre que encuentre condiciones apropiadas para su crecimiento. Desarrolla un sistema radical profundo, particularmente en suelos ligeros, y suele resistir largos periodos de sequía. La planta crece con mucho vigor y suele ser longeva. Como contraparte, la planta injertada sobre este patrón suele entrar en producción algo más tarde que en el caso de otros portainjertos, aunque la producción suele ser muy abundante. Se adapta mejor a variedades tardías o de media estación que tempranas.[5]
2. Melocotonero o duraznero. Cuando se usa este portainjerto, el albaricoquero tiene buena adaptación a suelos livianos o areno-arcillosos. El ejemplar adquiere gran desarrollo y es precoz, en tanto que los frutos tienden a madurar una semana antes que sobre pie franco. Sin embargo, la planta es menos longeva que sobre pie franco y la unión del injerto al portainjerto no es tan perfecta como en el primer caso.[5]
3. Ciruelo. Los ciruelos San Julián, Prunus cerasifera (mirabolán o mirabolano), Prunus doméstica cv. Reina Claudia, Marianna (Prunus cerasifera × Prunus munsoniana) y otros, son los portainjertos más utilizados en Europa. San Julián y mirabolán tienen niveles de afinidad con el albaricoquero que varían de medianos a buenos, pero en zonas de vientos fuertes la combinación ofrece pocas probabilidades de éxito. En cuanto a Reina Claudia, se adapta a una variedad de suelos, desde livianos a pesados, y dio muy buenos resultados en la región de Rosellón (Francia).[5]
4. Almendro. Los híbridos de melocotón x almendro, muy utilizados en el resto de especies frutales de hueso, no son compatibles con el albaricoquero y por tanto no se utilizan a no ser que se use madera intermedia (patrón intermediario), es decir, injertar el híbrido con melocotonero o almendro, por ejemplo, y posteriormente sobre ese brote injertar la variedad deseada de albaricoquero. Esto alarga el periodo de permanencia en el vivero en un año y por tanto encarece su producción.

El injerto de yema es el mejor para el albaricoquero. Usualmente se usa el injerto a yema dormida, pero en zonas templado-cálidas puede hacerse la injertación a yema despierta, al iniciarse la brotación de primavera o a principios de verano. Si el portainjertos es el ciruelo San Julián, se puede también injertar de púa.

## Conservación del fruto
El fruto de Prunus armeniaca tiene un comportamiento climatérico, con una tasa respiratoria moderada. Su sensibilidad al etileno es moderada. Las condiciones óptimas de conservación son 0 °C y humedad relativa de 90-95 %.
En esas condiciones, la vida en poscosecha varía entre 1 y 3 semanas, según las variedades.
No tolera el hidroenfriamiento, es decir, enfriamiento con agua fría, requiriendo enfriamiento en cámaras con aire.
Los frutos de la mayoría de los cultivares de P. armeniaca se ablandan con rapidez a 20 °C, lo que los hace muy susceptibles al daño físico (golpes, compresión) y al ataque de microorganismos.

## Propiedades
- El aceite de albaricoque se utiliza al igual que el aceite de almendras dulces como demulcente de la piel.
- En Indochina se usa como antiséptico en enfermedades respiratorias.
- Las semillas se usan para tratar la tos y el estreñimiento en medicina china.Tiene vitamina A, potente antioxidante, mejora también las enfermedades de los ojos. No debe confundirse con la semilla del durazno, pues aquella contiene cianuro y por lo tanto es tóxica.
- El amaretto es un licor bastante popular en Italia que emplea las almendras de albaricoque en su confección y de ahí su nombre ya que son de sabor amargo (amaro en italiano).[8]
- El albaricoque se utiliza en cosmética para la elaboración de mascarillas, para tratar las anomalías de la piel, especialmente del cutis. Es capaz de nutrir la piel de vitamina A y proporcionar numerosos minerales. Protege el cutis contra la aparición de arrugas y blanquea aquellos rostros provistos de manchas en la cara causadas por el sol o por la edad.

## Taxonomía

Nombre de la fruta en castellano, por países

Prunus armeniaca fue descrita por Carlos Linneo y publicado en Species Plantarum 1: 474. 1753.

## Etimología
Ver: Prunus: Etimología
'armeniaca: epíteto geográfico que alude a su origen en Armenia.
Sinonimia
- Amygdalus armeniaca (L.) Dumort.
- Armeniaca armeniaca (L.) Huth
- Armeniaca vulgaris Lam. basónimo[10]

### Etimología de los nombres comunes
El árbol es denominado comúnmente
- albaricoquero
- albaricoque[11] (en España, Venezuela, Perú y Colombia).[12]
- damasco[13] (en Andalucía, Canarias, el Cono Sur, Chile y Argentina).
- alberchiguero (en algunas partes de Andalucía, Castilla y León y Castilla-La Mancha).[14]
- albergero (en Aragón).[15]
- chabacano (en México)

La fruta se suele denominar
- albaricoque procede del árabe andalusí /albarqúq/, este del árabe clásico /burqūq/, derivación a su vez del griego βερίκοκκον[11] y del griego antiguo πρεκοκκια /prekokia/ o πραικοκιον /prekokion/, que significa "madura temprano".[cita requerida]
- albérchigo o albérchiga procede del árabe andalusí /albéršiq/, este del latín persicum y este del griego Περσικόν (/persikon/),[16] de la que proceden los nombres del melocotón en diversas lenguas europeas, delatando la procedencia de la especie.(en algunas partes de Andalucía y Castilla-La Mancha y La Rioja)
- aprisco o prisco adaptación de albaricoque, comparte origen etimológico con la designación en inglés apricot.
- mayuelo (en Andalucía Occidental, hace referencia al mes de mayo, en el que madura este fruto).
- damasco[13] (en Andalucía, Canarias, el Cono Sur[17] Tacna en Perú y Cuba),
- chabacano (en gran parte de México),[18]
- alberge (en Aragón y La Rioja).[19]

En Argentina y Chile la palabra para este fruto es damasco, lo que podría indicar que, para los colonos españoles de estos países, la fruta estaba asociada a Damasco en Siria. La palabra damasco es también el equivalente para "albaricoque" en portugués (tanto en Europa como en Brasil, aunque en Portugal también se usan las palabras alperce y albricoque).

### Etimología de los nombres científicos
El nombre científico armeniaca fue utilizado por primera vez por Gaspard Bauhin en su Pinax Theatri Botanici (página 442), refiriéndose a la especie como Mala armeniaca "manzana armenia". A veces se afirma que procede de Plinio el Viejo, pero no fue utilizado por Plinio. Linnaeus recogió el epíteto de Bauhin en la primera edición de su Species Plantarum en 1753.
El nombre albaricoque deriva probablemente de un árbol mencionado como praecocia por Plinio. Plinio dice "Damos el nombre de manzanas (mala) ... a los melocotones (persica) y a las granadas (granata) ..." Más adelante, en la misma sección, afirma "El melocotón asiático madura a finales de otoño, aunque una variedad temprana (praecocia) madura en verano - estos fueron descubiertos en los últimos treinta años ...".
Los autores clásicos relacionaron el griego armeniaca con el latín praecocia: Dioscorides " ... Ἀρμενιακὰ, Ῥωμαιστὶ δὲ βρεκόκια" y de Marcial "Armeniaca, et praecocia latine dicuntur". Juntando la Armeniaca y la Mala se obtiene el conocido epíteto, pero no hay evidencia de que los antiguos lo hicieran; Armeniaca solo significaba el albaricoque. No obstante, el agrónomo andaluz del siglo XII Ibn al-Awwam se refiere a la especie en el título del capítulo 40 de su Kitab al-Filaha como والتفاح الارمني, manzana de Armenia, afirmando que es lo mismo que المشمش o البرقوق ("al-mishmish" o "al-barqūq").
En inglés, el American Heritage Dictionary bajo albaricoque deriva praecocia de praecoquus', "cocido o madurado de antemano" (en este caso significa maduración temprana), convirtiéndose en el griego πραικόκιον praikókion "albaricoque" y en el árabe البرقوق al-barqūq, un término que se ha utilizado para una variedad de diferentes miembros del género Prunus (actualmente se refiere principalmente a la ciruela en la mayoría de variedades de árabe, pero algunos escritores lo utilizan como un término global para la fruta Prunus).
El nombre inglés proviene de la anterior "abrecock' a su vez del francés medio abricot, del catalán abercoc a su vez del español albaricoque.